# Ellandvahe-Stein
Der Ellandvahe-Stein (estnisch Ellandvahe kivi) ist der achtgrößte Findling (estnisch Hiidrahn) Estlands. Der größte ist der Ehalkivi bei Letipea. 
Der Ellandvahe liegt auf dem Moor nördlich des Dorfes Jõelähtme im Kreis Harjumaa. Der Granitstein hat einen Umfang von 31,3 Metern und eine Länge von etwa 12,0 m, eine Breite von 8,9 m und eine Höhe bis zu 5,8 m.